# Battaglia di Morat

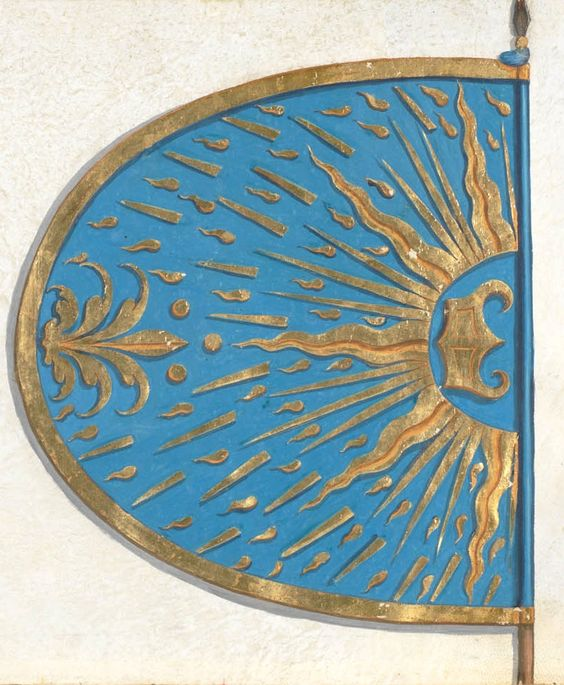
Stendardo usato dai Borgognoni

La battaglia di Morat fu una battaglia avvenuta il 22 giugno 1476 durante le Guerre borgognone. Vide la vittoria degli svizzeri, alleati di Luigi XI di Francia, su Carlo I di Borgogna.

## Antefatto
Dopo la sconfitta della battaglia di Grandson, ove le truppe del duca di Borgogna, in preda al panico, fuggirono dal campo di battaglia provocando la perdita totale della sua artiglieria, Carlo il Temerario fu pervaso da un desiderio di rivincita contro gli svizzeri.
Ricostituì allora il suo esercito, radunò le sue truppe e ricevette un rinforzo di mercenari e balestrieri dall'Italia, arcieri inglesi e picchieri fiamminghi. Fu nei dintorni di Losanna che egli riorganizzò le sue truppe e cercò, mediante un intenso addestramento, di dare un poco di coesione alla sua eterogenea armata.

## L'inizio dell'assedio
Verso la fine del mese di maggio un esercito borgognone, forte di circa 15000-30000 uomini, si diresse verso Berna, che costituiva la rivale più agguerrita fra i cantoni svizzeri. Dopo diversi giorni di marcia il contingente di Carlo I giunse nei pressi della città di Morat (Murten in tedesco), sita sulla sponda orientale dell'omonimo lago. La città era ben difesa da una guarnigione di bernesi e di friburghesi, circa 1500 uomini comandati dal generale bernese Adrian von Bubenberg.
Il duca di Borgogna dispose allora le sue truppe intorno alla città con l'intento di cingerla d'assedio. Collocò il grosso dell'esercito nella pianura e fece erigere alcune palizzate (dette Grunhag), rinforzate dall'artiglieria, a sua volta dislocata lungo le direttrici per la città, nel caso fosse giunto un esercito di soccorso e con l'ulteriore scopo di coprire le truppe impegnate nell'assedio. I savoiardi del conte di Romont presero posizione a nord, tra la città e la foresta. Carlo I aveva predisposto un elaborato piano per incontrare il nemico sul terreno dove egli pensava sarebbe giunto, ovvero a circa due chilometri da Morat. Il terreno intorno alla città era collinoso ed il duca scelse di far schierare il fianco sinistro della sua artiglieria su una gola scoscesa ed in pendenza, tagliata dal ruscello Burggraben. Al centro, dietro un complesso fossato ed un trinceramento di palizzate, stava la maggior parte della fanteria e dell'artiglieria del Temerario non direttamente impegnata nell'assedio. Questa serviva per contrastare i picchieri e gli alabardieri nemici, mentre sulla destra i gendarmi ammassati avrebbero di seguito attaccato il fianco degli svizzeri impegnati nell'assalto frontale, così da creare una trappola mortale senza possibilità di fuga per il nemico.
Il 18 giugno, dopo un'intensa preparazione di artiglieria, che cagionò una breccia sulle mura, il duca lanciò i suoi uomini all'assalto della città, ma la difesa accanita della guarnigione li respinse dopo più di otto ore di combattimento.

## L'arrivo dell'esercito svizzero
Nei giorni seguenti, diverse volte fu annunciato l'arrivo dell'esercito confederale, per cui i borgognoni si schierarono sulle palizzate.
Nel contempo la Dieta confederale riuscì a convincere le truppe di Zurigo, ultimo contingente a giungere, a riunirsi al resto delle truppe con marce forzate. I confederali si raggruppano dietro la Sarine. La loro forze era così costituite ed organizzate:
- il giovane duca di Lorena, Renato II, che conduceva con sé 300 armati, fu incaricato di comandare la cavalleria;
- gli alsaziani, che arrivarono in gran numero nonostante il divieto di Sigismondo d'Asburgo, il giorno di sabato 22 oltrepassarono il ponte di Gumminen e si schierarono in ordine di battaglia;
- Hans von Hallwyl, proveniente dall'Argovia, comandava gli uomini dell'Oberland e di Friburgo;
- il blocco centrale era capeggiato da Hans Waldmann di Zurigo;
- la retroguardia era stata posta agli ordini di Gaspard de Hertenstein di Lucerna.

## La battaglia

### IlGewalthut
All'alba del 22 giugno 1476, il cielo si presentava scuro e tempestoso. Carlo non ritenne opportuno perlustrare il territorio oltre il fiume Sarine per vedere cosa tratteneva gli svizzeri, ma vi era l'idea diffusa nel campo borgognone che quello sarebbe stato il giorno della battaglia. I borgognoni si schierarono all'alba in attesa del nemico e rimasero vicini gli uni agli altri tutta la mattina, pronti a combattere, sotto la pioggia a dirotto, ma nessuna forza nemica apparve ed a mezzogiorno Carlo I fece smontare molti dei suoi uomini, lasciando il Grunhag presidiato da 2000 fanti e 1200 cavalieri. Ritirandosi nel campo, i borgognoni cercarono riparo dalla pioggia; era inoltre giorno di paga e molti cercarono di consumare il pasto di mezzogiorno, dopo il diluvio della mattina.
Fu allora che l'avanguardia svizzera, forte di circa 6000 fanti leggeri e 1200 cavalieri, sciamò fuori dai boschi di Birchenwald, ad est di Morat, esattamente dove il Temerario aveva previsto che sarebbero comparsi. Dietro l'avanguardia giunse il blocco principale dei picchieri: il Gewalthut: forte di 10000-12000 uomini, formava un enorme cuneo, con gli stendardi cantonali al centro, fiancheggiato dagli alabardieri e da un anello esterno di picchieri. La retroguardia di 6/8000 picchieri, più compatti, e di alabardieri, seguiva il Gewalthut verso il poco presidiato Grunhag. I cavalieri borgognoni, già smontati in gran parte da cavallo, subirono in pieno l'effetto sorpresa.

### Lo sfondamento delle difese borgognone
Appena gli svizzeri caricarono in discesa verso le posizioni borgognone, l'artiglieria manovrò per sparare poche salve, uccidendo o mutilando diverse centinaia di vecchi lorenesi. Malgrado tutto i difensori nel Grunhag trattennero gli svizzeri per un po' di tempo, prima che un loro contingente trovasse una via attraverso il fianco sinistro delle difese, vicino al Burggraben, e cambiasse l'intera situazione. Gli svizzeri si misero in fila velocemente attraverso la stessa ed avanzarono verso Morat ed il campo degli assedianti.
Nel campo borgognone si scatenò il putiferio allorquando gli svizzeri furono avvistati mentre si affrettavano a riformare le file ed a prepararsi alla battaglia. Nella tenda ducale, sita in cima a Bois Du Domingue, una collina che domina Morat, Carlo fu rapidamente armato dai suoi servitori, per poi precipitarsi al galoppo e cercare di coordinare le difese del campo. Ma tanto repentinamente ogni unità si allestiva e muoveva contro gli svizzeri, che veniva sbaragliata, dato che diversi attacchi non coordinati furono condotti contro gli eserciti confederati ancora compatti. Ci fu qualche resistenza da parte degli squadroni della casa ducale, i quali misero in rotta i lorenesi, compreso il duca Renato II; quest'ultimo fu salvato dall'arrivo dei picchieri, contro i quali i gendarmi non poterono far altro che ritirarsi.
Carlo I cercò di chiamare a raccolta un numero sufficiente di arcieri inglesi per formare un'ultima linea di difesa prima del campo, ma i soldati si sbandarono prima che potessero incoccare ed il loro comandante fu colpito da un fante nemico. Appena il Temerario ordinò di ripiegare, ognuno pensò per sé e si ebbe una vera e propria fuga, con la cessazione di ogni resistenza organizzata.

### La rotta

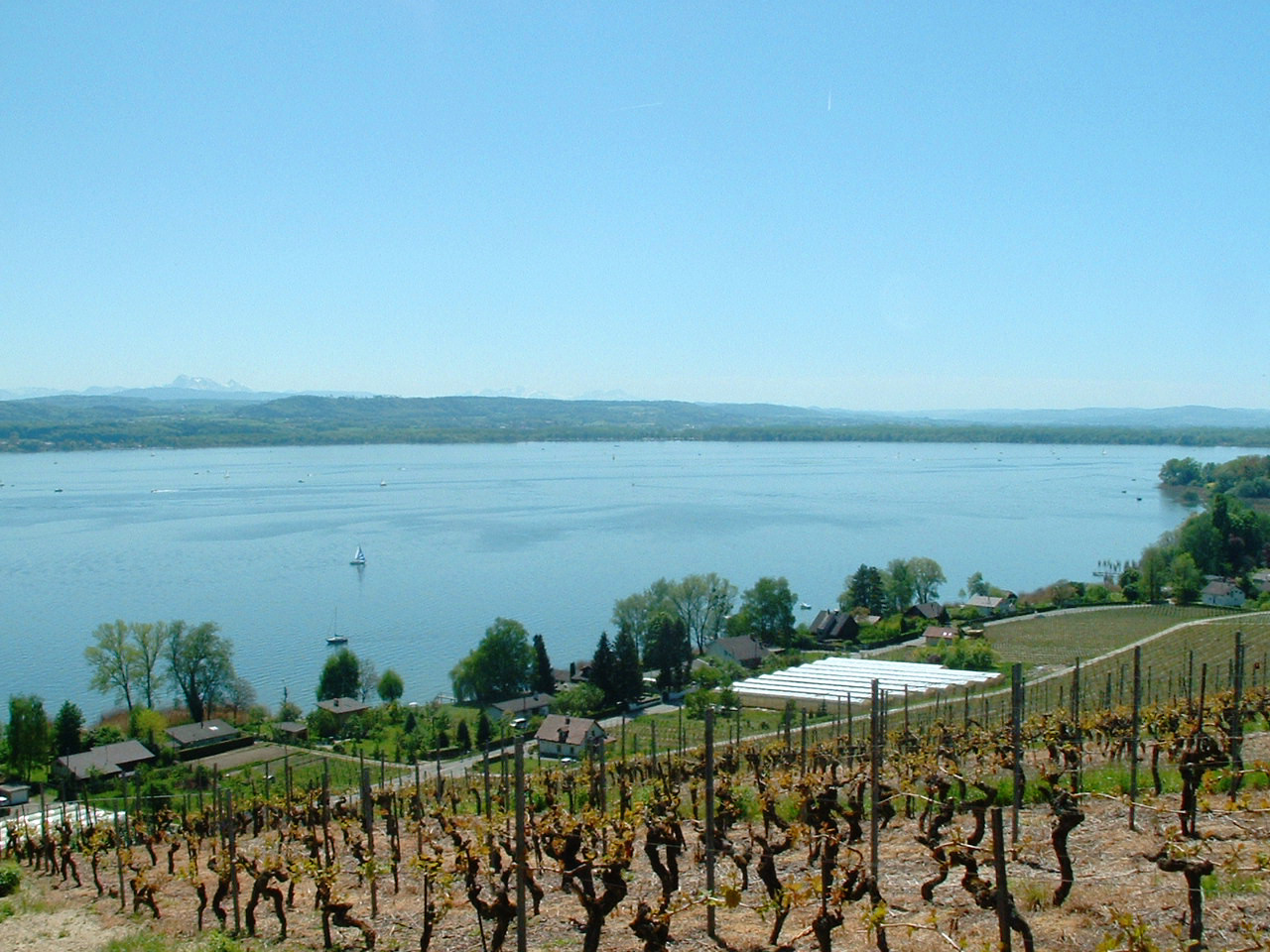
Immagine odierna del Lago di Morat

Quel giorno molti borgognoni in fuga perirono lungo la sponda del lago, per circa tre miglia. La divisione italiana, di 4/6000 uomini, avendo assediato la parte meridionale di Morat, ebbe la sorte peggiore: i soldati, bloccati dalla retroguardia svizzera ed attaccati da una sortita cittadina, furono inseguiti lungo la spiaggia e sospinti nel lago e come previsto, non vi fu scampo.
La divisione savoiarda fu più fortunata, essendo stata posta nella metà nord delle opere di assedio. Questa si dispose in fila ed abbandonò tutto il bagaglio, ritirandosi ad est, intorno al lago, ed infine fuggì con successo verso Romont.

## Epilogo
I sogni di rivincita di Carlo nei confronti degli svizzeri si infransero quel giorno. Sebbene il Temerario abbia lottato caparbiamente per altri sei mesi contro i suoi nemici, la disfatta di Morat segnò per lui l'inizio del tramonto.
Carlo fuggì a Morges e poi a Pontarlier, dove rimase per mesi, da quel che si dice, in preda ad una profonda depressione. Ritornò in seguito sul campo di battaglia, a Nancy, ove perì.